# Валари Олман
Валари Каролин Олман (енгл. Valarie Carolyn Allman; 23. фебруар 1995) америчка је атлетичарка која је специјализована у дисциплини бацање диска.
Освојила је златну медаљу на Летњим олимпијским играма 2020. Освојила је бронзу на Светском првенству 2022, чиме је постала прва Американка која је освојила медаљу на светском првенству у бацању диска. Наредне године на Светском првенству 2023. освојила је сребро.
На Летњим олимпијским играма 2024. је одбранила златну медаљу остваривши резултат од 69,50.